# Pestel Institut
Das Pestel Institut ist eine gemeinnützige GmbH und ist als Forschungsinstitut und Dienstleister für Kommunen, Unternehmen und Verbände seit über 40 Jahren tätig. 
Der Gründer war Eduard Pestel (1914 – 1988). Von 1977 – 1981 war er Niedersächsischer Minister für Wissenschaft und Kunst.
Das Pestel Institut erstellt anhand von Recherchen, Analysen, Befragungen und Modellrechnungen in den folgenden Themenbereichen:
- Klimaschutz
- Wohnungsmarkt
- Regionalwirtschaft
- CO2 Bilanzierung
- Nachhaltigkeit und Resilienz
- Prozessunterstützung und Kommunikation für nachhaltige Entwicklung

Zu den Auftraggebern zählen nach eignen Angaben Regionen, Städte und Gemeinden, Ministerien, Banken und Sparkassen, Energieversorgungsunternehmen und weitere Unternehmen der Kommunalwirtschaft, der Privatwirtschaft sowie verschiedenster Verbände.
Das Pestel-Institut erhält nach eignen Angaben keinerlei öffentliche institutionelle Förderung, sondern finanziert sich allein aus Projektförderungen sowie über die Erstellung von Gutachten.
Pestel Institut gGmbH                                                                     
Starenweg 8
D 31157 Sarstedt 
www.pestel-institut.de